# Derekh Hamelekh
 (хебр. דרך המלך; у преводу Краљев пут) песма је на хебрејском језику која је у извођењу дуета Гили Нетанел и Галит Бург Мајкл (познатији као Gili & Galit) представљала Израел на Песми Евровизије 1989. у Лозани. Било је то петнаесто по реду учешће Израела на том такмичењу. Музику и текст за песму написао је Шајке Пајков, који је уједно и дириговао оркетсром током извођења песме уживо. Енглеска верзија песме снимљена је под називом Shine For Tomorrow.
Занимљиво је да је Гили, који је у то време имао свега 12 година, требало самостално да изведе песму, али је ауторски тим накнадно одлучио да му придружи неког искуснијег певача на сцени, и избор је пао на двадесетједногодишњу Галит Бург. Песма је рађена у маниру поп-музике и у себи садржи библијске елементе.
Током финалне вечери Евросонга која је одржана 6. маја у швајцарској Лозани, израелска песма је изведена 2. по реду. Израелској песми је гласове доделило укупно 11 националних жирија, а 50 освојених бодова је било довољно за укупно 12. место у конкуренцији 21 композиције. 

## Поени у финалу
| 12 поена                           | 10 поена | 8 поена             | 7 поена                          | 6 поена |
| ---------------------------------- | -------- | ------------------- | -------------------------------- | ------- |
| —                                  | —        | —                   | Ирска · Швајцарска · Југославија | —       |
| 5 поена                            | 4 поена  | 3 поена             | 2 поена                          | 1 поен  |
| Шведска · Данска · Финска · Исланд | —        | Холандија · Немачка | Уједињено Краљевство             | Италија |